# Holonuncia cavernicola
Holonuncia cavernicola is een hooiwagen uit de familie Triaenonychidae.